# Hussein Ier Bey
Hussein Ier (arabe : حسين باي الأول), de son vrai nom Hussein Ben Ali Turki, né en 1675 au Kef et mort le 13 mai 1740 à Kairouan, est bey de Tunis de 1705 à 1735 et fondateur de la dynastie des Husseinites.

## Parcours d'ascension au pouvoir
Hussein né en 1675 au Kef, dans le Nord-Ouest tunisien, est le fils d'Ali Turki, gouverneur militaire (agha) du Kef, originaire de l'île de Crète, et de Lalla Hafsia Charni, une tunisienne de souche issue de la tribu des Charni installée autour du Kef, ce qui le rattache aux Kouloughlis.
Engagé dans les rangs de la milice turque de Tunis, il devient commandant de cavalerie (agha des spahis) puis trésorier (khaznadar) des derniers beys mouradites. Il participe au coup d'État d'Ibrahim Cherif qui vise à renverser le dernier bey mouradite en 1702. Mais à la suite des désordres qui suivent la prise de pouvoir d'Ibrahim Cherif et sa capture par le dey d'Alger lors de la bataille du Kef (8 juillet 1705), Hussein prend le contrôle de la milice turque. Proclamé bey le 12 juillet 1705, il prend ses fonctions le 15 juillet, instaurant ce qui deviendra la dynastie des Husseinites. Après l'exécution du dey Mohamed Khodja El Asfar, en janvier 1706, il fait élire l'un de ses proches comme dey de Tunis par le diwan, ce qui consacre sa popularité chez les janissaires. Hussein, en accédant au pouvoir sous le nom de Hussein Ier Bey, prend le soin de gouverner en s'appuyant aussi bien sur des éléments d'origine turque auxquels il doit son accession au pouvoir que sur des éléments tunisiens de souche auxquels il est également lié par ses origines maternelles. Mais son entourage immédiat est surtout composé de mamelouks, comme Ahmed Chelbi, kahia (officier ottoman de Tunis, lieutenant du pacha) de la mhalla (colonne armée qui assure l'ordre dans l'arrière pays), Rejeb Khaznadar, trésorier du bey, et Slimane Kahia El Kebir, kahia du Dar El Pacha, tous trois devenant des gendres du bey. Son homme de confiance et agent de liaison avec le royaume français est un esclave français, un certain Rennaud originaire de Toulon.
L'instauration de la dynastie des Husseinites marque un tournant en Tunisie, où l'influence de l'Empire ottoman commence à diminuer, cédant progressivement la place à un pouvoir national.

## Prospérité retrouvée
Il constate rapidement que la capitale donne le fâcheux exemple de l'« affaiblissement des règles religieuses et du relâchement des mœurs ». L'observance des traditions islamiques s'est, selon lui, dissipée en raison des éléments de toutes origines qui forment alors la population tunisoise. Il souhaite donc redonner à ces traditions une primauté dans la vie sociale et remembrer les divers éléments ethniques sous l'égide de l'islam. C'est cette situation que rapporte le chroniqueur Mohamed Seghir Ben Youssef quand il indique qu'il « remit en honneur les préceptes de la sunna illustre » et donne l'exemple de la piété la plus vive : sa foi est en effet ardente et il visite avec assiduité les pieux personnages en allant les trouver dans leurs demeures et leurs zaouïas. Il fait tourner sans cesse un chapelet entre ses doigts et répète à tout moment le nom de Dieu accompagné de prières pour le prophète.

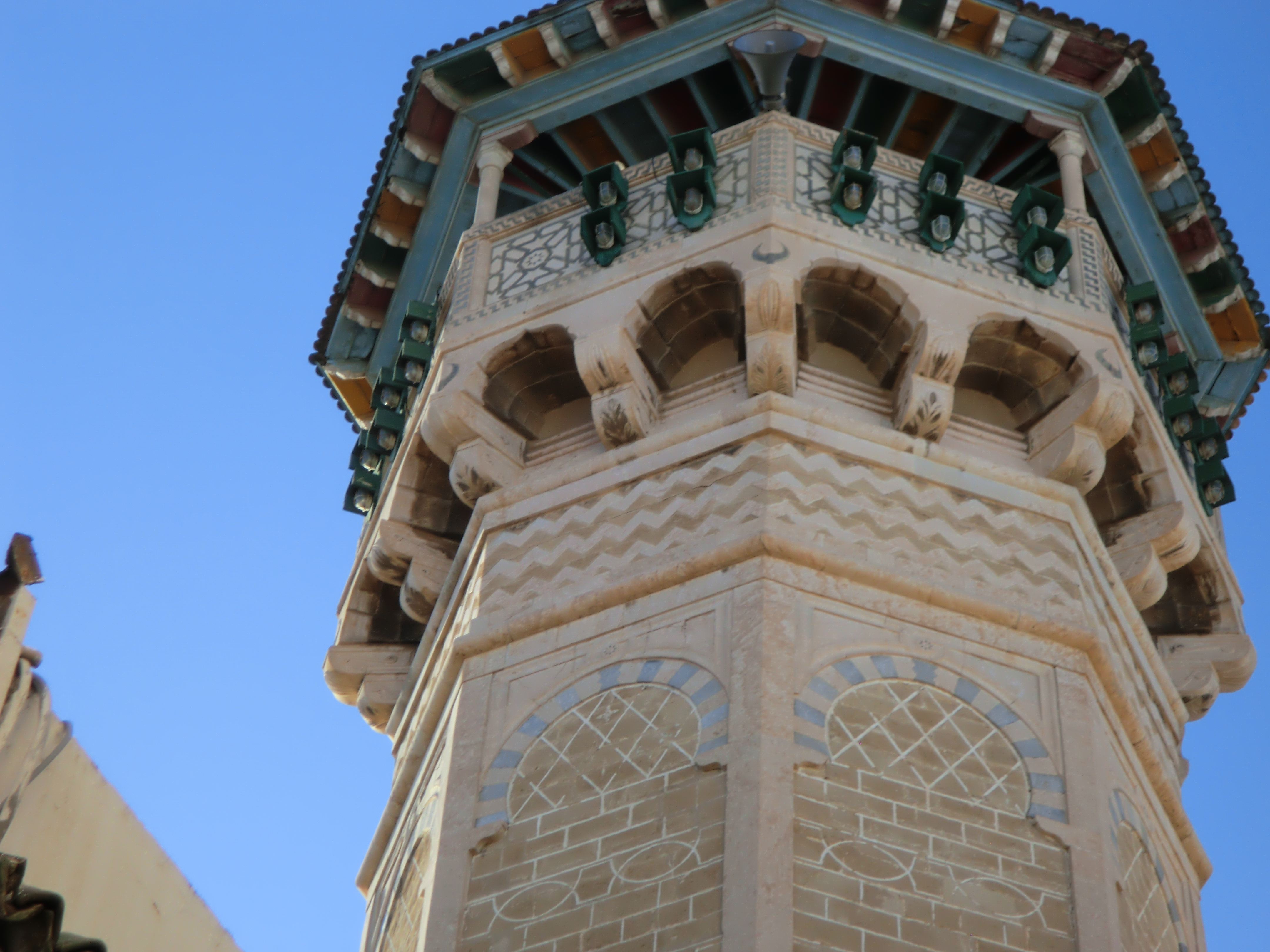
Balcon du minaret de la mosquée des Teinturiers.

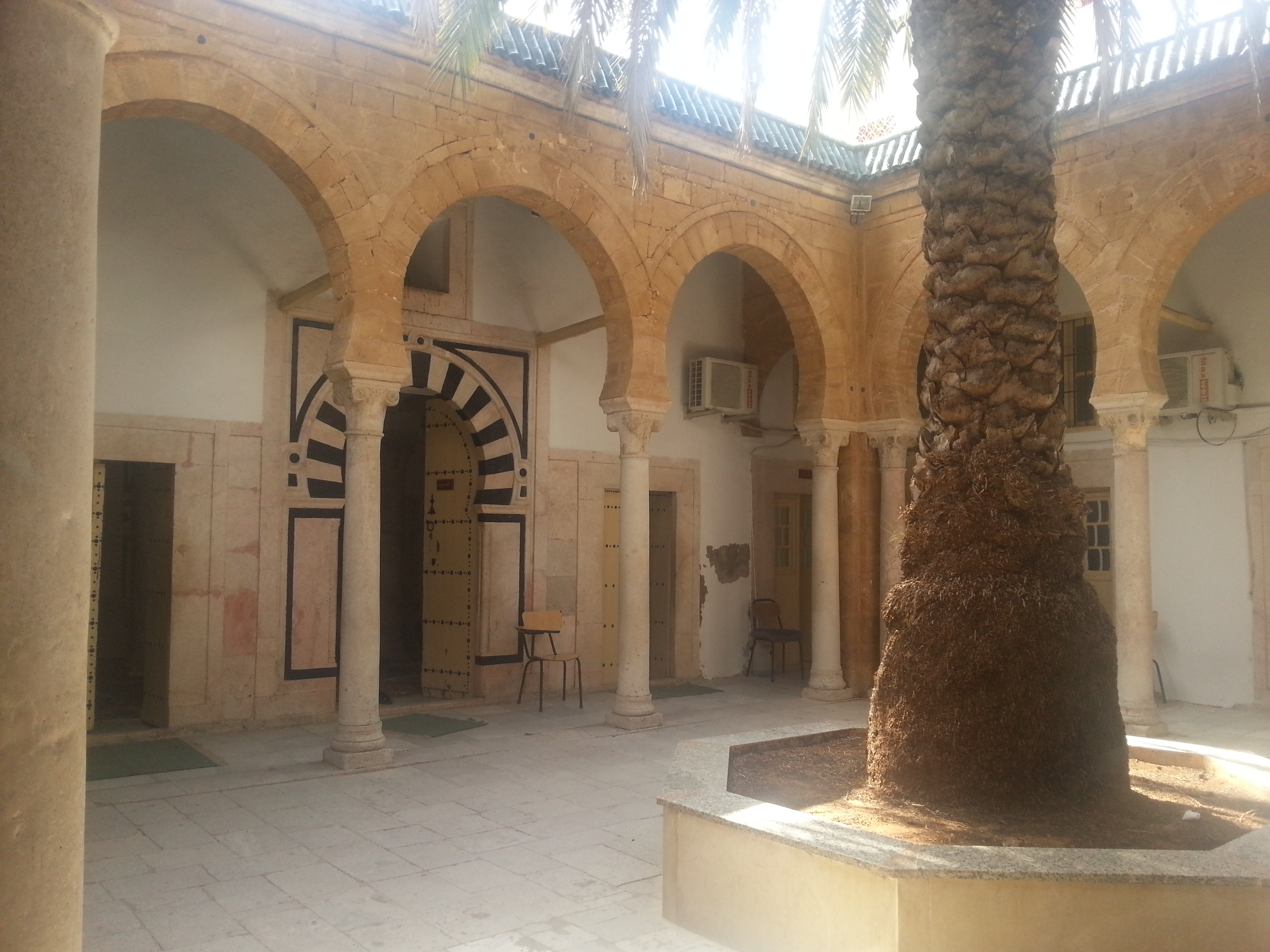
Patio de la médersa Ennakhla (médersa du Palmier).

Il fait d'ailleurs bâtir de nombreux édifices dédiés au culte et à l'enseignement : la mosquée des Teinturiers inaugurée le 6 avril 1727 et les médersas Ennakhla et Al Husseiniya Al Sughra à Tunis, la mosquée du Bardo, une mosquée près de la sépulture du saint Abou Saïd Khalaf Ibn Yahya el-Tamimi el-Béji à Sidi Bou Saïd ainsi que des médersas à l'intérieur du pays comme à Kairouan, Sousse, Sfax et Nefta.
Il fait également construire des fontaines publiques et de grandes citernes pour assurer l'approvisionnement en eau de la population. Dans le domaine de l'urbanisme, il ordonne la réalisation de nombreux travaux dans la ville de Kairouan ainsi que la restauration de ses murailles, la cité ayant beaucoup souffert sous le règne du dernier souverain mouradite Mourad III Bey.
L'ordre et la sécurité règnent alors dans tout le royaume et l'on assure, suivant une image consacrée, qu'une jeune fille portant une couronne de diamants peut aller sans danger de Tunis à Tozeur. De fait, cette sécurité intérieure favorise la reprise des affaires et amène une prospérité que le pays n'a pas connu depuis longtemps en raison de la guerre civile à laquelle l'arrivée au pouvoir de Hussein Bey met fin.
On note pendant son règne l'apparition d'une véritable aristocratie parmi les Tunisiens de souche alors que, depuis la conquête ottomane, l'élite était surtout turque. Des familles féodales gravitent autour de lui et acquièrent des charges de fermiers-fiscaux, d'armateurs corsaires et de caïds dans plusieurs provinces, comme pour les familles Sebaï et Khayachi, caïds au Sahel et dans le cap Bon, Djerba et Sfax devenant l'apanage de familles à l'origine commerçante, comme les Ben Ayed et les Djellouli.

## Révolte
Ce prince fait entrer dans son harem, en 1709, une jeune Corse — la Corse étant alors sous domination génoise — âgée de treize ans ; capturée en mer par des corsaires tunisiens, celle-ci lui donne deux enfants : Mohamed et Ali nés respectivement en 1710 et 1712.
Ces naissances comblent le bey qui fait proclamer par son cabinet qu'à l'avenir le pouvoir se transmettrait par ordre de primogéniture mâle dans la descendance du bey régnant. Cette décision a pour effet de conférer au fils aîné du bey, lorsqu'il aura atteint sa majorité légale en 1725, le titre de bey du camp que porte avant lui Ali Pacha (neveu du souverain). En compensation, Ali Bey reçoit le titre de pacha. Peu satisfait d'avoir été ainsi écarté du pouvoir, Ali Pacha ne cesse d'intriguer contre Hussein au point que celui-ci le fait étroitement surveiller dans son palais et fait munir de portes les murailles des faubourgs qui en étaient dépourvues. Malgré toutes les précautions prises, Ali Pacha réussit, en y mettant le prix, à s'évader de Tunis avec son fils Younès le 20 février 1728. Cette fuite a les plus funestes conséquences pour Hussein Bey, car Ali Pacha, malgré les cavaliers lancés à sa poursuite, parvient à rejoindre les tribus des Hanencha et des Ousseltia, à les entraîner à la révolte puis à se réfugier auprès du dey d'Alger.

## Déposition et mise à mort
Le dey d'Alger retient alors prisonniers Ali et son fils Younès moyennant un tribut que lui fait parvenir annuellement Hussein Bey. Celui-ci ayant cessé tout paiement en 1735, le dey prend fait et cause pour Ali Pacha, envahit la Tunisie et se porte à la rencontre du bey qui, pris au dépourvu, est battu à la bataille de Smendja (4 septembre 1735) et obligé de se replier vers Sousse puis Kairouan où il s'enferme avec ses deux fils Mohammed et Ali.
À l'annonce de la victoire d'Ali Pacha, ses partisans décident les autorités chargées de la défense de Tunis à capituler sans condition. Le père et les deux fils d'Ali Pacha, qui se trouvent dans les prisons du Bardo, sont immédiatement libérés et chargés d'aller porter au vainqueur les clés de la ville. Assiégé à Kairouan, Hussein Bey est capturé sous les remparts et décapité par Younès Bey le 13 mai 1740. Sa tête est ramenée à Ali Ier Pacha pour être enterrée dans le mausolée de Sidi Kacem es-Sbabti dans la médina de Tunis. Ses deux fils réussissent à s'échapper et, par un retournement de situation, parviennent à reprendre le pouvoir en 1756.